# Carlos Morais
Carlos Edilson Alcântara Morais (Luanda, 16 ottobre 1985) è un cestista angolano con cittadinanza portoghese.
Ha un fratello, Bráulio, anch'egli cestista.

## Carriera
Con l'Angola ha disputato i Giochi olimpici di Pechino 2008, tre edizioni dei Campionati mondiali (2006, 2010, 2019) e otto dei Campionati africani (2005, 2007, 2009, 2011, 2013, 2015, 2017, 2021).

## Palmarès
- Coppa di Portogallo: 1

Benfica: 2017
- Basketball Africa League: 1

Petro de Luanda: 2024